# 北嶋南五
北嶋 南五（きたじま なんご、1879年3月12日  - 1951年4月2日）は、俳人である。五城目町長などの公職も歴任した。
秋田県五十目村（後の五城目町）の役人であった父孫吉の長男として生まれる。本名は夘一郎（ういちろう）。父の孫吉はのちに村の戸長になり、1891年からは2代目の村長、町制施行で町になった1896年からは初代の町長になった。秋田県会議員も勤めている。
1886年に五十目小学校（のちに五十目尋常小学校）に入学した南五は、卒業後、秋田市の八橋農学校に進学、さらに東京の東京法学校（後の法政大学）に進んだ。
東京時代の南五は、同郷の石井露月の知己を得て俳句の世界に親しみ、正岡子規の主宰する日本派の句会に出入りしているうちに河東碧梧桐とも昵懇の仲になった。
学業を3年で終え、1899年に郷里に戻り、家業の鋳物工場を手伝う。同じ年に石井露月も郷里の秋田県河辺郡戸米川村（後の秋田市雄和）に戻っており、南五は露月を師と仰ぎながら、東京から俳誌『ホトトギス』を取り寄せて句作を続けた。俳号の南五は居住地の南秋田郡五城目町からとっている。露月が代表になって1900年に発行された俳誌『俳星』にも参加している。
地元での俳句活動の拠点として、1904年から北嶋家の別荘で「焼芋会」と称する句会を毎月開いていた。東北一周の旅に出た河東碧梧桐が1907年7月15日に五城目町に着くと、滞在中の世話は南五が取り仕切り、句会を開いたり景勝地に案内をしたりした。
1915年、36歳のときに父が亡くなり、家業を継いだ。1930年から9年間は第11代の五城目町町長にもなっている。
没後編まれた『南五句集』の装丁と挿絵は、同郷で親交のあった日本画家館岡栗山の手による。
南五主宰の句会が開かれていた北嶋家別荘「春及庵」跡地には、南五の句碑、露月と碧梧桐の句碑が並んで建っている。

## 参考資料
1. 1 2 3 4 5 6 7 8  五城目町教育委員会『すばらしい先輩たち 第2集』
2. ↑  『南五句集』黛吟社